# Bute (contea scozzese)
La contea di Bute (in gaelico scozzese: Siorrachd Bhòid), anche conosciuta come Buteshire, è una delle contee di registrazione della Scozia.
Buteshire fu anche una contea di governo locale della Scozia con il proprio consiglio elettivo dal 1890 al 1975; l'area del consiglio comprendeva anche diverse isole del Firth of Clyde, situate tra le contee di Argyll e Ayrshire, e le principali isole erano Bute, Arran, Great Cumbrae e Little Cumbrae. Il capoluogo della contea era Rothesay, situato sull'isola di Bute.

## Consigli di governo locale
Bute ebbe consigli di governo locale elettivi dal 1890 al 1975; tuttavia, nel 1975 il sistema venne superato e il Buteshire fu diviso tra i distretti di Argyll e Cunninghame nella regione dello Strathclyde. L'isola di Bute stessa divenne parte di Argyll, mentre Arran e le Cumbraes divennero parte di Cunninghame.
Nel 1996, a seguito della riorganizzazione dei consigli locali, quando le aree unitarie vennero abolite e furono creati nuovi consigli locali, Bute divenne parte di Argyll e Bute, e le altre isole sono oggi all'interno dell'Ayrshire Settentrionale.